# 內弗伊札戴·阿塔伊
內弗伊札戴‧阿塔伊（1583年—1635年，土耳其文：Nev'îzâde 'Atâ'î；鄂圖曼土耳其文： نوعى زاده عطائى）本名阿塔烏拉‧伊本‧亞席亞 （‘Aṭā’ullah b. Yaḥya b. Pīr‘Ali b. Naṣūḥ el-İstanbulī；عطاء الله بن يحيى），為鄂圖曼帝國知名詩人、魯米利亞地區（今巴爾幹半島）地方法官（kadı）。阿塔伊之父內弗伊‧亞席亞‧阿凡提（Nev'î Yahyâ Efendi） 為16世紀末鄂圖曼帝國詩人、學者及皇子教師。為彰顯其父親對其學識的栽培與影響，阿塔伊在著作中多以內弗伊札戴（Nev'îzâde） 為筆名。
阿塔伊以鄂圖曼土耳其文撰寫的人物傳記百科全書《真理花園：完臻花束》（Hadâ'iku'l-Hakâ'ik fî Tekmileti'ş-Şakâ'ik） 鉅細靡遺地記載了16世紀中至17世紀初鄂圖曼學者、官員、法官、或是蘇菲謝赫等宗教人士的生平、貢獻與著作，是鄂圖曼土耳其歷史學界探究16至17世紀初鄂圖曼官僚制度、伊斯蘭宗派關係與當時文人間的人際網絡等問題時重要的歷史文獻之一。

## 名字解釋
阿塔伊本名為阿塔烏拉，意為「真主的恩賜」。阿塔伊一字乃是由阿塔（恩賜） 一字衍生，為其使用的筆名。而內弗伊札戴出自其父親亞席亞之筆名內弗伊，加上波斯文的 zâde（兒子），是阿塔伊偏好的自稱，用以彰顯其為大詩人內弗伊之子的出身譜系。因為同其父內弗伊亦為知名詩人，阿塔伊有「詩人之子詩人」（şâ'ir oğlı şâ'ir） 的美稱。

## 生平與成就
阿塔伊於公元1583年生於伊斯坦堡，幼時便在其父親的接受伊斯蘭宗教與文學相關的教育，並結識當代名人文士。在內弗伊過世後，阿塔伊則在內弗伊友人的庇護下持續學習。公元1605年於宗教學校（madrasa）畢業並完成實習（mülâzemet） 後向時任謝赫伊斯蘭亞席亞‧阿凡提呈獻了一首詩（kıt'a） 並被授予伊斯坦堡占巴澤耶清真寺內宗教學校教師職位（müderrislik）。但不久阿塔伊便對當時學術官僚系統（ilmiye） 內部的腐敗感到厭倦，轉而任職法官（kadı）並派往魯米利亞（今巴爾幹半島），歷任特爾哈拉（Tırhala；今希臘色薩利大區）、巴巴埃斯基、於斯屈卜（Üsküb; 今北馬其頓共和國史高比耶） 等地法官。公元1635年，阿塔伊在等待派任時過世於伊斯坦堡。
阿塔伊一生著作頗豐。其最為著名的詩作是被合稱為「五詩集」（Hamse; Khamsa）的五篇長篇對句詩（mesnevi; mathnawi）：酒侍之書（Sâkînâme）、繁花之芬（Nefhatü'l-Ezhâr）、貞女之談（Sohbetü'l-Ebkâr）、七宴談（Heft-Hvân） 與思之綴飾（Hilyetü'l-Efkâr）。而這五篇長篇對句詩中，第五篇思之綴飾在目前已知的所有手抄本中皆為殘篇，或為其詩集（Divan） 所取代。阿塔伊普遍被視作土耳其最後一位大五詩集家（hamseci）。
此外，阿塔伊所撰傳記百科全書《真理花園：完臻花束》（Hadâ'iku'l-Hakâ'ik fî Tekmileti'ş-Şakâ'ik）乃是針對塔什庫普里札戴‧阿禾梅德‧阿凡提（Taşköprîzâde Ahmed Efendi） 於1558年以阿拉伯文所著的人物傳記百科全書《野罌粟花束：鄂圖曼國之學人》（Eş-Şakâ'iku'n-Nu'mâniye fî 'Ulema'id-Devleti'l-'Osmâniye） 一書的補充。藉由《真理花園》，阿塔伊利用其在統治菁英圈的人脈以及身為法官的職務之便所接觸的政府人事檔案等鉅細靡遺地收錄了眾多16世紀中至17世紀初的學者、宗教領袖等人物的生平、軼事與人際關係等，乃是鄂圖曼史研究最重要的歷史文獻之一。

## 著作
1. 《真理花園：完臻花束》（Hadâ'iku'l-Hakâ'ik fî Tekmileti'ş-Şakâ'ik）
2. 《五詩集》（Hamse）: 收錄酒侍之書（Sâkînâme）、繁花之芬（Nefhatü'l-Ezhâr）、貞女之談（Sohbetü'l-Ebkâr）、七宴談（Heft-Hvân） 與思之綴飾（Hilyetü'l-Efkâr）等五篇長篇對句詩。
3. 《詩集》（Dîvân）
4. 《戲笑集》（Hezliyyât）: 收錄許多阿塔伊所寫的戲謔詩。此詩集所收錄的短篇韻文中，阿塔伊使用了許多俚語及不雅詞彙，反映了其詼諧戲謔的性格，與對生活的不滿與抱怨。
5. 《答善行之美言》（al-Qawl al-Hasan fi Jawab al-Qawl li-mann）: 以阿拉伯語寫成的伊斯蘭法學小冊。
6. 《散文》（Münşe'ât）: 收錄於伊斯坦堡大學圖書館4097號手稿中，由數篇阿塔伊寫給上級或友人的書信短文組成，多為恭賀、祝禱、哀悼等所寫。文風華麗、詞藻繁複，使用大量伊斯蘭與波斯神話典故，與《五詩集》中俚俗詼諧的行文大相逕庭。[9]

## 引用與參考文獻
1. ↑  İpekten, Halûk. . Türkiye Diyanet Vakfı İslam Ansiklopedisi.   [2025-06-10]. （原始内容存档于2025-06-10） （土耳其语）.
2. ↑  Nev‘îzâde Atâyî. Donuk, Suat; Örs, Derya , 编. . İstanbul: Türkiye Yazma Eserler Kurumu Başkanlığı. 2017: 21-23. ISBN 978-975-17-3901-8.
3. ↑  Kortantamer, Tunca. . İzmir: Ege Üniversitesi Yayınları. 1997: 130. ISBN 975-483-075-4.
4. ↑  Kortantamer. . 1997: 101-130.
5. ↑  Kortantamer. . 1997: 16.
6. ↑  Özcan, Abdülkadir. . Türkiye Diyanet Vakfı İslam Ansiklopedisi.   [2025-06-08]. （原始内容存档于2025-06-08） （土耳其语）.
7. ↑  Donuk (编). . 2017: 161-167.
8. ↑  Atçıl, Abdurrahman. . Bulletin of SOAS. 2009, 72 (3): 489-512 –JSTOR.
9. ↑  Kortantamer. . 1997: 131-132. ISBN 9754830754.